# 日曲 (芒康)
日曲，也称熊曲，位于中华人民共和国西藏自治区昌都市芒康县西北部的一条河流，是澜沧江支流比曲（各同培曲）的左岸支流。发源于措瓦乡没沙牧场以东，自源头蜿蜒向西北流，至宗格洛克右纳佐曲后转向西，过措瓦乡政府驻地后转向西南流，最后于孟果贡牧场以西约2.3千米处汇入比曲。河长34千米，流域面积415平方千米，落差1500米。